# Foxhunter
Foxhunter var en mycket berömd hopphäst från England som var verksam under slutet av 1940-talet och början av 1950-talet. Han vann bland annat över 78 segrar på 5 år och var den enda felfria hästen under Olympiska spelen 1952 i Helsingfors tillsammans med sin ryttare Harry Llewellyn. Foxhunter var känd för sin kärlek till hoppning och beundrare ryckte till och med tagel ur hans man och svans för att behålla som souvenirer. Foxhunter räknas ibland som den häst som ensam ökade intresset för tävlingshoppningen bland folket.

## Historia
Foxhunter föddes den 23 april 1941 efter en berömd avelshingst vid namn Erehwemos och undan ett högklassat sto som tävlade i jaktridning. Foxhunter var ett litet fuxfärgat hingstföl och redan när han bara var några veckor gammal visade han sin kärlek till hoppningen genom att han ofta sprang runt och hoppade över fallna grenar och sin vattenhink när han var ute i hagen.
Som ettåring såldes Foxhunter till Norman Holmes som senare red in honom och utbildade honom inom jaktritt. Nu fick han även sitt namn Foxhunter, väl passande till de jaktritter som han var med i. 1946 började Norman Holmes att tävla Foxhunter i klassisk hoppning men i regel var folk fortfarande inte speciellt intresserade av sporten. Under en tävling i Bath blev överste Harry M Llewellyn intresserad av Foxhunter som nu hade växt till 170 cm i mankhöjd och tydligt visade talang för hoppningen. Harry Llewellyn köpte Foxhunter samma kväll för 1500 brittiska pund i förhoppning om att utbilda Foxhunter som hade ovanan att lägga tungan över bettet och hålla huvudet alltför högt när han hoppade.
Ekipagets karriär började nu ta fart och de vann flera stora nationella och internationella tävlingar. 1948 blev de uttagna till laghoppningen i de olympiska spelen i London där de tog bronsmedalj och de blev även uttagna till nästa OS som skulle hållas i Helsingfors 1952. Som förberedelse inför OS skickades Foxhunter på dressyrträning för att han skulle bli lydigare. Resultatet blev även att han utvecklades som hopphäst och han blev den första brittiska hästen som vann King George V Cup på tio år, och dessutom vann Foxhunter och Llewellyn cupen hela 3 gånger. 1950 vann ekipaget hela 19 internationella tävlingar och intresset för både hoppning och Foxhunter ökade dramatiskt.
1952 var det dags för OS i Helsingfors där Harry Llewellyn och Foxhunter var med i ett lag tillsammans med Wilf White på Nizefela och överste D.N Stewart på Aherlow. Varje lag skulle tävla i två omgångar under dagen, en på morgonen och en på eftermiddagen. Men banan var svår och tuff och under första dagens omgångar rev Foxhunter en mur så illa att de höll på att gå omkull och de rev ytterligare två hinder. Storbritannien låg nu på 6:e plats i tabellen och Harry Llewellyn skyllde på dålig uppvärmning innan tävlingen. Dagen efter lyckades dock det brittiska laget att rida morgonens omgång med bara varsin rivning per lagmedlem och det brittiska laget låg nu trea, strax efter USA och Chile. Under eftermiddagens omgång satsade Llewellyn en hel timme på att värma upp Foxhunter. När de red in på banan hade ännu inget ekipage gått en felfri runda. De andra lagkamraterna hade dragit på sig fyra fel var. Men Foxhunter lyckades ta sig runt banan felfritt och på så sätt blev de det enda ekipage som tog sig runt banan felfritt och laget vann guldmedalj. Det var även den enda guldmedaljen till Storbritannien under hela OS det året.
När Foxhunter kom tillbaka till England rådde en hysteri runt hästen och Harry Llewellyn och fansen ryckte till och med tagel ur Foxhunters svans när han gick. Intresset för hästhoppning hade även ökat dramatiskt efter OS i Helsingfors. Foxhunter beskrevs som en väldigt personlig häst som dessutom blev publikfavorit under världscupen i Genève när Foxhunter åt upp blommorna på en schweizisk generalfrus hatt medan hon delade ut priserna.
Efter OS fortsatte Foxhunter att vinna flera stora tävlingar men efter en allvarlig omkullridning fick han gå i pension år 1956. Foxhunter dog 1959 hemma på gården hos Harry Llewellyn. Llewellyn publicerade senare en bok med fotografier på Foxhunter.

## Meriter
- Över 78 vunna segrar i stora nationella tävlingar under enbart 5 år
- OS-guld i Helsingfors 1952
- OS-brons i London 1948
- 19 internationella segrar under 1950